# Miroslav Richter (politik ODS)
Ing. Miroslav Richter CSc. (* 9. dubna 1956) je český místní politik ODS, po sametové revoluci československý poslanec Sněmovny lidu Federálního shromáždění za Občanské fórum, později za ODS.

## Biografie
Od roku 1988 pracoval v podnikovém výzkumu v Lučebních závodech v Kolíně. Předtím studoval vysokou školu v Praze. Angažoval se v čáslavské pobočce Českého svazu ochránců přírody. V roce 1989 patřil mezi zakladatele Občanského fóra v Čáslavi a patřil mezi hlavní řečníky na tehdejších demonstracích. První takový veřejný mítink se zde konal 25. listopadu 1989.
Ve volbách roku 1990 byl zvolen za OF do Sněmovny lidu (volební obvod Středočeský kraj). Po rozkladu Občanského fóra přestoupil v roce 1991 do poslaneckého klubu ODS. Mandát obhájil ve volbách roku 1992. Ve Federálním shromáždění setrval do zániku Československa v prosinci 1992.
V 90. letech působil jako přednosta okresního úřadu v Kutné Hoře. Pak se angažoval v komunální politice. V komunálních volbách roku 2002 byl zvolen do zastupitelstva Čáslavi za ODS. Mandát obhájil v komunálních volbách roku 2006. V komunálních volbách roku 2010 kandidoval, ale nebyl zvolen. K roku 2002 a 2006 se uvádí profesně jako ředitel VZP v Kolíně, k roku 2010 jako obchodní zástupce. Před senátními volbami v roce 2010 se o něm spekulovalo jako o jednom z možných kandidátů ODS na post senátora za senátní obvod č. 40 - Kutná Hora. Nakonec ale za ODS kandidovala Lucie Talmanová.